# Communauté de communes du canton de Lessay
La communauté de communes du canton de Lessay est une ancienne communauté de communes française, située dans le département de Manche et la région Normandie.

## Historique
La communauté de communes du canton de Lessay a été créée le 28 décembre 1992.
Les communes de Lessay et Angoville-sur-Ay décident de créer une commune nouvelle baptisée Lessay. L'arrêté préfectoral fixant les conditions de cette création est publié le 28 septembre et entre en vigueur le 1er janvier 2016.
Le 1er janvier 2017, la communauté de communes fusionne avec la communauté de communes de La Haye-du-Puits et la communauté de communes de Sèves et Taute pour former la communauté de communes Côte Ouest Centre Manche.

## Composition
L'intercommunalité fédérait les douze communes de l'ancien canton de Lessay. Avant mars 2015, la commune associée de Gerville-la-Forêt avait la particularité d'être attaché au canton de La Haye-du-Puits :
| Nom                     | Code Insee | Gentilé                    | Superficie (km2) | Population (dernière pop. légale) | Densité (hab./km2) |
| ----------------------- | ---------- | -------------------------- | ---------------- | --------------------------------- | ------------------ |
| Lessay (siège)          | 50267      | Lessayais                  | 28,95            | 2 247 (2014)                      | 78                 |
| Anneville-sur-Mer       | 50014      | Annevillais                | 3,73             | 247 (2022)                        | 66                 |
| Bretteville-sur-Ay      | 50078      | Agéens                     | 9,75             | 390 (2014)                        | 40                 |
| Créances                | 50151      | Créançais                  | 20,32            | 2 206 (2014)                      | 109                |
| La Feuillie             | 50182      | Feuillois                  | 12,46            | 282 (2014)                        | 23                 |
| Geffosses               | 50198      | Geffossais                 | 15,07            | 425 (2014)                        | 28                 |
| Laulne                  | 50265      | Laulnerons                 | 9,06             | 164 (2014)                        | 18                 |
| Millières               | 50328      | Millièriens                | 20,27            | 784 (2014)                        | 39                 |
| Pirou                   | 50403      | Pirouais                   | 29,11            | 1 507 (2014)                      | 52                 |
| Saint-Germain-sur-Ay    | 50481      | Saint-Germinais            | 14,52            | 909 (2014)                        | 63                 |
| Saint-Patrice-de-Claids | 50533      |                            | 5,58             | 165 (2014)                        | 30                 |
| Vesly                   | 50629      | Veslionnais ou Veslissiens | 22,48            | 709 (2014)                        | 32                 |

## Administration
| Période      | Période       | Identité               | Étiquette | Qualité                                       |
| ------------ | ------------- | ---------------------- | --------- | --------------------------------------------- |
| janvier 1993 | 1997          | Jean-François Le Grand | RPR       | Maire de Lessay, conseiller général, sénateur |
| 1997         | avril 2008    | Henri Lemoigne         |           | Maire de Créances                             |
| avril 2008   | avril 2014    | Roland Maresq          | DVD       | Adjoint au maire de Lessay                    |
| avril 2014   | décembre 2016 | Henri Lemoigne         |           | Maire de Créances                             |